# Каркавінська сільська рада
Карка́вінська сільська рада (рос. Каркавинский сельский совет) — сільське поселення у складі Косіхинського району Алтайського краю Росії.
Адміністративний центр — село Каркавіно.

## Населення
Населення — 631 особа (2019); 785 у 2010, 1044 у 2002).

## Склад
До складу сільської ради входять:
| Населений пункт | Населення, осіб (2002) | Населення, осіб (2010) |
| --------------- | ---------------------- | ---------------------- |
| Каркавіно, село | 546                    | 450                    |
| Лучеве, селище  | 343                    | 239                    |
| Сохарево, село  | 155                    | 96                     |